# 拉莫特泰尔南
拉莫特泰尔南（法語：La Motte-Ternant，法語發音：[la mɔt tɛʁnɑ̃]）是法国科多尔省的一个市镇，位于该省西部，属于蒙巴尔区。

## 地理
拉莫特泰尔南（47°19'27"N, 4°19'57"E）面积21.32 平方千米，位于法国勃艮第-弗朗什-孔泰大區科多尔省，该省份为法国中东部省份，北起奥布省，西接涅夫勒省和约讷省，南至索恩-卢瓦尔省，东南接汝拉省，东临上索恩省，东北部与上马恩省接壤。
与拉莫特泰尔南接壤的市镇（或旧市镇、城区）包括：维克苏蒂勒、图瓦西拉贝谢尔、维拉尔瓜、丰唐日、米瑟里、欧苏瓦地区蒙莱。
拉莫特泰尔南的时区为UTC+01:00、UTC+02:00（夏令时）。

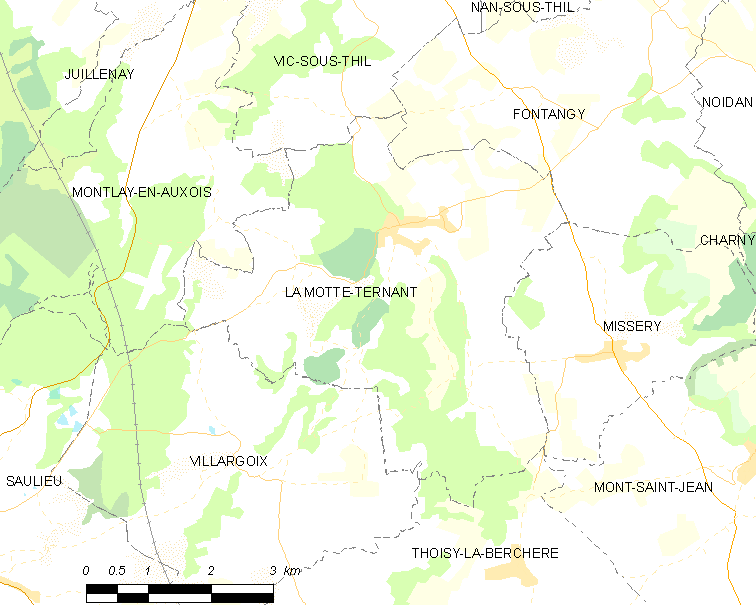
拉莫特泰尔南的OSM定位图

## 行政
拉莫特泰尔南的邮政编码为21210，INSEE市镇编码为21445。

## 政治
拉莫特泰尔南所属的省级选区为欧苏瓦地区瑟米尔县。

## 交通
科多尔省省道D11C线和D26线在拉莫特泰尔南交汇。

## 人口

1962-2008年间拉莫特泰尔南人口变化图示

拉莫特泰尔南于2022年1月1日时的人口数量为150人。